# Covelo do Gerês
Covelo do Gerês is een plaats (freguesia) in de Portugese gemeente Montalegre en telt 254 inwoners (2001).